# Kiyota-ku
Kiyota (清田区, Kiyota-ku) est l'un des dix arrondissements de la ville de Sapporo au Japon. Il est situé au sud-est de la ville.
En 2015, sa population est de 115 022 habitants pour une superficie de 59,87 km2, ce qui fait une densité de population de 1 920 hab./km2.

## Origine du nom
Kiyota signifie en japonais « rizière propre (ou pure) ».

## Histoire
L'arrondissement a été créé en 1997 lorsqu'il a été séparé de l'arrondissement de Toyohira.